# Friedrich von Gerolt
Friedrich Karl Joseph von Gerolt (Bonn, 5 marzo 1797 – Linz am Rhein, 27 luglio 1879) è stato un diplomatico e nobile tedesco.
Fu il primo ambasciatore prussiano negli Stati Uniti.

## Biografia

### La famiglia e i primi anni
Gerolt era figlio del giurista e politico prussiano Bernard Franz Josef von Gerolt e di sua moglie, Anna Katharina Josepha Caroline von Bouget, originaria di Odenkirchen. La sua famiglia, di antiche origini boeme, era stata nobilitata nel 1614 dall'imperatore Mattia del Sacro Romano Impero.
Il 28 agosto 1837 a Bonn sposò Huberta Josephine Henriette Walter, figlia del consigliere privato della corte d'appello di Wetzlar, Walter Francis Martin, e di sua moglie Anna Maria de Noel.

### La carriera
Studiò mineralogia e geologia nel 1823, venendo collocato nell'ufficio delle miniere di Düren come segretario. 
Nel marzo del 1824, si portò in Messico per dirigere delle miniere d'argento in loco e fu tra i primi a pubblicare una mappa geologica della zona nel 1828.
Re Federico Guglielmo III di Prussia lo investì coi fratelli del maniero di Leyen (attuale castello Ockenfels ad Ockenfels). 
Nel 1837, venne inviato come chargé d'affaires in Messico e su suggerimento di Alexander von Humboldt nel 1844 divenne il primo inviato straordinario e ministro plenipotenziario prussiano negli Stati Uniti d'America. Nell'ottobre del 1848 venne sostituito da Friedrich Ludwig von Rönne. 
Fu in contatto con John C. Calhoun.
Dal 1849 al 1868, fu nuovamente ambasciatore prussiano a Washington e dal 1868 sino alla fondazione dell'Impero tedesco nel 1871, fu ambasciatore della Confederazione Tedesca del nord a Washington. 
Nel 1852, negoziò un trattato straordinario con Daniel Webster.
Nel 1858, Gerolt venne elevato al rango di barone.
Durante gli anni della sua permanenza a Washington (in tutto 27), rimase in buoni rapporti con molti politici, inclusi diversi ministri e presidenti statunitensi. Ebbe relazioni particolarmente amichevoli con James K. Polk, Zachary Taylor, Millard Fillmore, Franklin Pierce, James Buchanan, Abraham Lincoln, Andrew Johnson e con Ulysses Grant.
Millard Fillmore fu l'unico presidente statunitense in carica a visitare la Germania nel XIX secolo e venne accompagnato proprio da von Gerolt. Nel 1855, incontrò Alexander von Humboldt e re Federico Guglielmo IV di Prussia a Berlino. In questo periodo 1.500.000 tedeschi migrarono negli Stati Uniti e vennero aperti ben quattordici consolati diplomatici tedeschi a New York, Philadelphia, Baltimore, Charleston, New Orleans, St. Louis, Galveston, Savannah, Cincinnati, San Francisco, Louisville, Milwaukee, Chicago, Boston e New Bedford.